# Ковнірівський корпус
50°26′08″ пн. ш. 30°33′28″ сх. д. / 50.435638888889° пн. ш. 30.557777777778° сх. д.

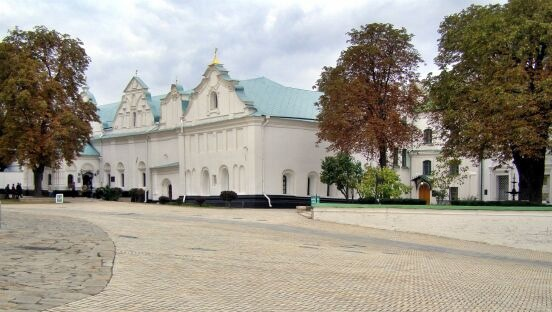
Ковнірівський корпус

Ковнірівський корпус — пам'ятка архітектури XVII—XVIII ст. в стилі українського бароко. Розташований на території Києво-Печерської лаври, колишнє службове приміщення монастиря. Названий на честь майстра-каменяра Степана Ковніра, з ім'ям якого пов'язане зведення будівлі.

## Історія
Південна частина споруди — монастирська проскурниця — зведена у XVII ст. На початку XVIII ст. Степан Ковнір побудував поруч книжкову крамницю з окремим входом. Над всім будинком, що утворився, звели шість фронтонів.
Після пожежі у 1744—1746 роках Степан Ковнір відбудував обидва будинки, надавши їм сучасного вигляду. Під час Другої світової війни будівля була частково зруйнована. Відновлена у 1963 році за проектом архітектора М. Олександрової.
Зараз в приміщені Ковнірівського корпусу знаходиться Скарбниця Національного музею історії України.

## Архітектура
Серед цивільних пам'яток Києво-Печерської лаври Ковнірівський корпус вирізняється оригінальними архітектурними формами. Корпус складається з двох споруд — проскурниці і крамниці, але сприймається як одна будівля. Розміри будівлі — 49 х 13 метрів. Споруда об'єднана шістьма фігурними фронтонами, оздобленими у стилі українського бароко. Найбільший фронтон — над проскурницею, найменший над прибудовою і чотири однакові над крамницею. Два фронтони за своїми формами близькі до бокових фронтонів Успенського собору. Стіни поділені пілястрами, які переходять у профільний карниз.